# Crevacuore
Crevacuore – miejscowość i gmina we Włoszech, w regionie Piemont, w prowincji Biella.
Według danych na styczeń 2009 gminę zamieszkiwało 1676 osób przy gęstości zaludnienia 201,9 os./1 km².